# 伍茲頓 (堪薩斯州)
伍茲頓（英語：Woodston）是一個位於美國堪薩斯州魯克斯縣的城市。

## 地方資料
根據2020年美國人口普查的數據，伍茲頓的面積為0.55平方千米，當中陸地面積為0.55平方千米，而水域面積為0.00平方千米。當地共有人口94人，而人口密度為每平方千米170.91人。